# John van Rijswijck
John van Rijswijck (ur. 16 stycznia 1962) – luksemburski piłkarz grający na pozycji bramkarza. W swojej karierze rozegrał 43 mecze w reprezentacji Luksemburga.

## Kariera klubowa
Swoją karierę piłkarską van Rijswijck rozpoczął w klubie Jeunesse Esch. W 1983 roku awansował do kadry pierwszego zespołu i w sezonie 1983/1984 zadebiutował w nim w pierwszej lidze luksemburskiej. W sezonach 1984/1985, 1986/1987 i 1987/1988 wywalczył z nim trzy tytuły mistrza Luksemburga. Wraz z Jeunesse Esch zdobył też Puchar Luksemburga w sezonie 1987/1988.
Latem 1989 roku van Rijswijck przeszedł do Unionu Luksemburg. Wraz z Unionem trzykrotnie został mistrzem kraju w sezonach 1989/1990, 1990/1991 i 1991/1992. Zdobył również dwa krajowe puchary (sezony 1990/1991 i 1995/1996). W sezonie 1998/1999 grał w CS Hobscheid, a w sezonie 2000/2001 – ponownie w Jeunesse Esch. W sezonie 2001/2002 był piłkarzem Swiftu Hesperange, w którym zakończył karierę.

## Kariera reprezentacyjna
W reprezentacji Luksemburga van Rijswijck zadebiutował 1 maja 1984 roku w przegranym 0:2 towarzyskim meczu z Norwegią, rozegranym w Ettelbrucku. W swojej karierze grał w: eliminacjach do MŚ 1986, Euro 88, do MŚ 1990, Euro 92 i do MŚ 1994. Od 1984 do 1993 roku rozegrał w kadrze narodowej 43 mecze.